# Finkenmühle (Breitbrunn)
Finkenmühle ist ein Gemeindeteil der Gemeinde Breitbrunn im unterfränkischen Landkreis Haßberge in Bayern.

## Geografie
Der Weiler liegt im südlichen Teil des Naturparks Haßberge in einem Tal, das vom Kulmbach durchflossen wird, der in den Ebelsbach, einen rechten Mainzufluss, mündet. Die Staatsstraße 2274 von Rentweinsdorf nach Ebelsbach führt an Finkenmühle vorbei.

## Geschichte
Der Ortsname ist wohl aus der in der Nähe liegenden Flurbezeichnung Finkenleite entstanden.
Eine Mühle am Köhlersbach ist auf einer Karte von 1599 belegt. Ein Gebäude wurde wohl um diese Zeit errichtet. Der damalige Müller Klaus Rambach hatte die Mühle von den Herrn von Rotenhan gepachtet. Die Mühle kam 1689/1691 in den Besitz derer von Guttenberg wurde in der Folge vom neu errichteten Amt der Zent Kirchlauter verwaltet.
Nach 1803 kam Finkenmühle zur Landgemeinde Hermannsberg. 1840 hatte der Ort drei Häuser. Die Landgemeinde wurde 1862 dem Landgericht Baunach zugeordnet und in das neu geschaffene bayerische Bezirksamt Ebern eingegliedert. Die Einöde Finkenmühle, 1,0 Kilometer vom Hauptort Hermannsberg entfernt, zählte im Jahr 1871 neun Einwohner. Die Protestanten gehörten zur Pfarrei im 3,0 Kilometer entfernten Gleisenau. Eine katholische Bekenntnisschule befand sich im 1,5 Kilometer entfernten Breitbrunn. 1900 hatte die 258,11 Hektar große Gemeinde Hermannsberg 129 Einwohner, von denen 102 Katholiken und 27 Protestanten waren, sowie 26 Wohngebäude. Finkenmühle zählte fünf Einwohner und ein Wohngebäude. 1925 lebten in Finkenmühle sechs Personen in einem Wohngebäude. Die katholischen Einwohner gehörten zur Pfarrei im 4,5 Kilometer entfernten Kirchlauter.
1950 hatte die Einöde drei Einwohner sowie ein Wohngebäude und 1961 unverändert ein Wohngebäude mit vier Einwohnern. 1970 lebten in Finkenmühle wieder drei Personen und 1987 war in dem Weiler die Einwohnerzahl auf 28 und die Zahl der Wohngebäude auf acht gewachsen.
Am 1. Januar 1970 wurde Finkenmühle mit Hermannsberg nach Breitbrunn eingegliedert. Am 1. Juli 1972 folgte im Rahmen der Gebietsreform die Auflösung des Landkreises Ebern. Finkenmühle kam zum Haßberg-Kreis.